# Маган Сінгх Раджві
Маган Сінгх Раджві (англ. Magan Singh Rajvi) — індійський футболіст, який грав на позиції півзахисника та нападника. Маган Сінгх Раджві народився у штаті Раджастхан. Він грав у складі збірної Індії, яка здобула бронзові медалі на Азійських іграх 1970 року. Він був капітаном індійської збірної у 1973—1974 роках. Він став шостим гравцем збірної Індії, якому вдалося зробити хет-трик, що сталося в матчі проти збірної Таїланду 23 липня 1974 року в матчі на Кубок Мердека.

## Біографія
Маган Сінгх працював суперінтендантом поліції району Біканер. Він народився у селі Дхінгсарі, розташованому за 60 км від Біканеру. Він є родичем махараджі Карні Сінгха з Біканеру, який отримав спортивну премію Арджуна в 1961 році за досягнення у стрільбі. Старший братМаган Сінгха Чейн Сінгх Раджві також був відомим футболістом, який викликався до збірної Індії, а також був віце-капітаном відомої футбольної команди РАК (Біканер), капітаном якої був Маган Сінгх, і також бувінспектором поліції.
Маган Сінгх як футболіст грав у складі команд РАК (Біканер), «Мохун Баган», «Іст Бенгал» і «Салгаокар». У складі збірної Індії Маган Сінгх грав з 1968 до 1974 року, зіграв у її складі 36 матчів, у яких відзначився 16 забитими м'ячами. У складі збірної у 1970 році став бронзовим призером Азійських ігор. З 2020 року Маган Сінгх Раджві працює технічним директором клубу «Раджастхан Юнайтед».

## Титули і досягнення
- Бронзовий призер Азійських ігор: 1970

## Нагороди
- Премія Арджуна за досягнення у футболі за 1973 рік[3][4][5]